# ستيريون ثنائي القرون
ستيريون ثنائي القرون (الاسم العلمي:Satyrium bicorne) هو نوع من النباتات يتبع جنس الستيريون من الفصيلة السحلبية.